# 土井コマキ
土井 コマキ（どい コマキ、1977年3月3日 - ）は、日本のラジオDJ。O型。奈良県生まれ大阪府育ち。キッスコーポレーションとの業務提携をしている。

## 来歴
2000年1月、FM802『SONIC STYLE』のアシスタントDJとしてキャリアを本格スタートした。その他、VJ、MC、書き物、イベント企画などで活動する。DJになる前は銀行員であった。
マーキーの番組でアシストDJとしてキャリアがスタートしたため、マーキーを師と仰ぐ。マーキーの弟子であるため「小マーキー」から「コマキ」の名を与えられた。
2001年10月、FM802のDJオーディションに合格し、『MIDNIGHT GARAGE』を担当する。番組を持ち、初めてかけた曲はMean Machineの「スーハー」。
2004年4月、FM802の特番枠『BINTANG GARDEN』（ビンタンガーデン）にてDJを務めた『10年目の復活・春一番』で、日本民間放送連盟賞近畿地区エンターテインメント番組部門優秀賞を受賞した。
2011年10月1日、結婚したことをTwitterで報告する。後に離婚したことを同じくTwitterで報告する。
2014年、野菜ソムリエプロに認定される。

## 出演

### ラジオ番組

#### 現在の出演
2025年4月時点。
- MIDNIGHT GARAGE（FM802、2001年10月 - ）
- Roundtable with Komaki（FM802、2023年4月 - ）

#### 過去の出演
- SONIC STYLE（FM802、2000年1月 - 2001年9月、アシスタントDJ）
- BINTANG GARDEN（FM802、多数出演）
- BEAT EXPO（FM802、2012年4月 - 2019年9月、水・木曜日担当）
- EVENING TAP（FM802、2019年10月 - 2023年3月、水・木曜日担当）

### テレビ番組
- 真夏のロック的熱帯夜（読売テレビ、2003年7月）
- えぇトコ「世にも不思議な!? 和歌山市」（NHK大阪放送局、2014年5月、ナレーション出演）
- SOUND GARAGE（テレビ大阪、2005年4月 - 2005年9月）
- うたたね喫茶店（スペースシャワーTV、2003年4月 - 2003年7月、VJ）
- MUSIC UPDATE（スペースシャワーTV、2008年4月 - 2009年3月、VJ）

### CM
- カネテツデリカフーズ（2013年 - 、FM802 月 - 木曜日8時前の時報ナレーション）[5]

## 執筆
- 「コマキの事件簿」月刊『Lmagazine』（京阪神エルマガジン社、2007年11月号 - 2009年2月号）[1]
- 「土井コマキのアジア音楽探訪」（Real Sound、2024年3月[6] - ）